# Cổng nối tiếp
Mặc dù khái niệm cổng nối tiếp có thể được hiểu theo một nghĩa khác: Các cổng hoạt động theo nguyên lý "nối tiếp", nhưng bài này chỉ nói đến các loại cổng nối tiếp được hiểu như COM, RS-232,... mà không phải nói đến một nghĩa rộng hơn nó.

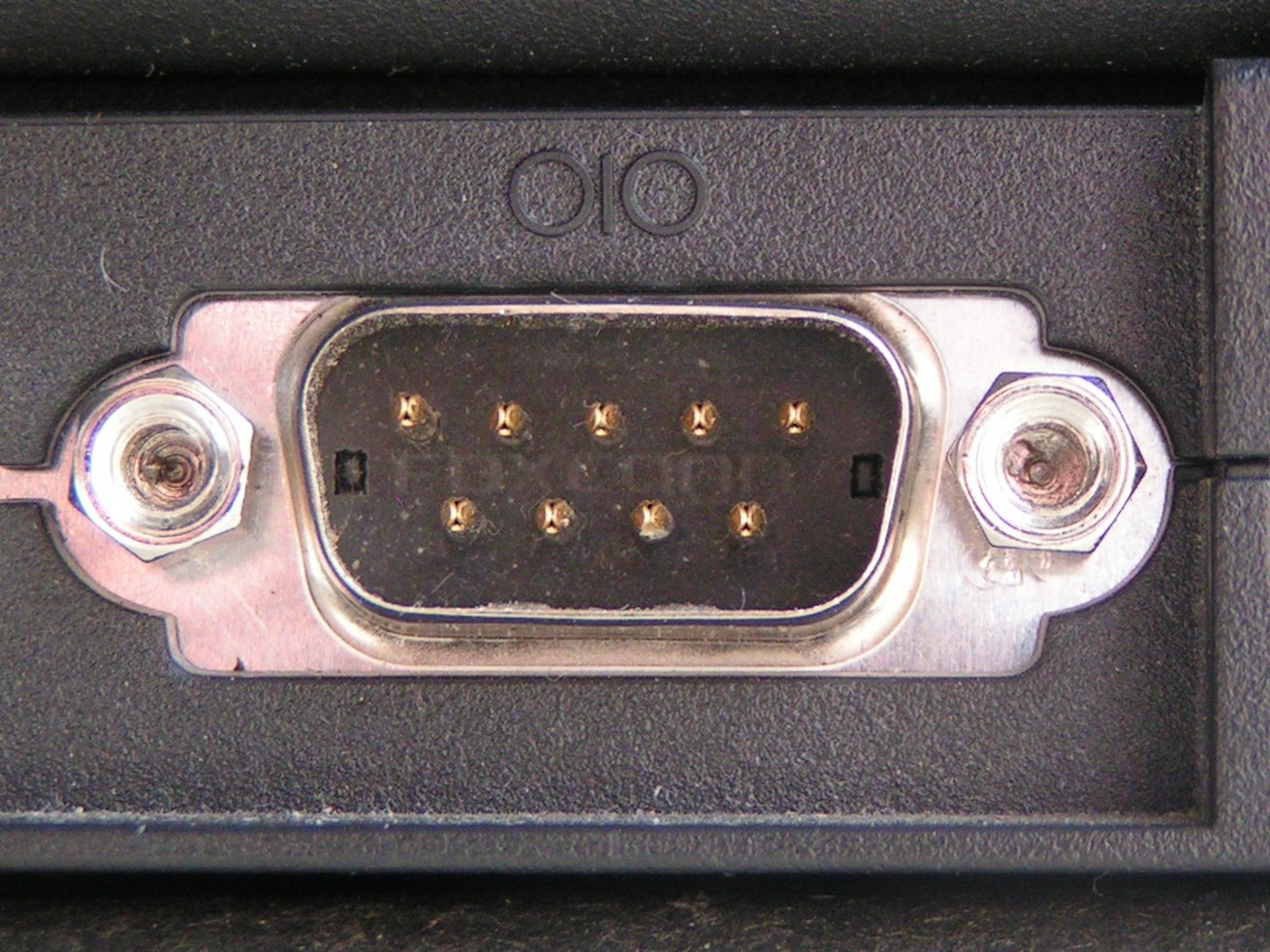
Một cổng nối tiếp 9 chân trên máy tính cá nhân

Cổng nối tiếp (Serial port) là một cổng thông dụng trong các máy tính trong các máy tính truyền thống dùng kết nối các thiết bị ngoại vi với máy tính như: bàn phím, chuột điều khiển, modem, máy quét,... Cổng nối tiếp còn có tên gọi khác là Cổng COM.
Ngày nay, do tốc độ truyền dữ liệu chậm hơn so với các cổng mới ra đời nên các cổng nối tiếp đang dần bị loại bỏ trong các chuẩn máy tính hiện nay, chúng được thay thế bằng các cổng có tốc độ nhanh hơn như: USB, FireWire,...

## Sơ đồ nguyên lý
Bảng dưới đây cho thấy công dụng của các chân của một cổng nối tiếp 9 chân (9 pin) theo chuẩn AT.
| Pin | Tín hiệu | Mô tả               | Trạng thái I/O |
| --- | -------- | ------------------- | -------------- |
| 1   | CD       | Carrier detect      | In             |
| 2   | RD       | Receive data        | In             |
| 3   | TD       | Transmit data       | Out            |
| 4   | DTR      | Data terminal ready | Out            |
| 5   | SG       | Signal ground       |                |
| 6   | DSR      | Data set ready      | In             |
| 7   | RTS      | Request to send     | Out            |
| 8   | CTS      | Clear to send       | In             |
| 9   | RI       | Ring indicator      | In             |

Cách đấu nối chuyển đổi cổng nối tiếp 9 chân sang 25 chân
| 9-Pin | 25-Pin | Signal | Description         |
| ----- | ------ | ------ | ------------------- |
| 1     | 8      | CD     | Carrier detect      |
| 2     | 3      | RD     | Receive data        |
| 3     | 2      | TD     | Transmit data       |
| 4     | 20     | DTR    | Data terminal ready |
| 5     | 7      | SG     | Signal ground       |
| 6     | 6      | DSR    | Data set ready      |
| 7     | 4      | RTS    | Request to send     |
| 8     | 5      | CTS    | Clear to send       |
| 9     | 22     | RI     | Ring indicator      |

## Cổng nối tiếp tích hợp trên máy tính
Cổng nối tiếp thường được tích hợp sẵn trên các máy tính cá nhân từ giữa năm 1990 trong các hệ thống máy tính cá nhân sử dụng CPU thế hệ thứ tư (486). Chúng thường được tích hợp sẵn trên các bo mạch chủ thông qua chip Super I/O (thay cho các chip UART trước đây) để thuận tiện hơn mà không cần sử dụng các board mạch riêng cho chúng. Tuy nhiên, ngày nay chúng đã dần biến mất khỏi các hệ thống máy tính cá nhân.

## Ứng dụng
Ngày nay rất nhiều máy tính cá nhân nói chung cũng như máy tính xách tay nói riêng đã không còn trang bị cổng nối tiếp nữa, đa số các mainboard trung và cao cấp cũng dần loại bỏ cổng nối tiếp khiến cho một số người sử dụng đã gặp khó khăn khi còn sử dụng các thiết bị cũ (chẳng hạn các modem quay số).
Ứng dụng trong sử dụng thông thường của một máy tính:
- Bàn phím máy tính (trước đây)
- Chuột điều khiển (trước đây, hiện nay bàn phím và chuột sử dụng các cổng PS/2 hoặc USB)
- Modem (quay số)

Ứng dụng trong các chuyên ngành khác
- Kết nối với các thiết bị điều khiển (các cổng RS-232, RS-422...) trong ngành tự động hoá điều khiển. (Sự biến mất của các cổng nối tiếp hiện nay trên các máy tính khiến cho nhiều kỹ thuật viên gặp khó khăn với các thiết bị điều khiển cũ)
- Kết nối với các thiết bị điện tử dân dụng.
- Kết nối với các điện thoại thông minh